# СРСР на зимових Олімпійських іграх 1976
СРСР на зимових Олімпійських іграх 1976 року представляли 79 спортсменів. Радянські спортсмени здобули 27 медалей, що допомогло посісти перше загальнокомандне місце.
Лижники виграли 4 золоті медалі.  Ковзанярі також принесли 4 золота. На четвертій поспіль олімпіаді радянські хокеїсти здобули золото.

## Медалісти
| Медаль            | Спортсмен | Вид спорту          | Дисципліна                    |
| ----------------- | --- | ------------------- | ----------------------------- |
| Золото            | Микола Круглов | Біатлон             | Чоловіки, гонка 20 км         |
| Золото            | Олександр Єлізаров Іван Бяков Микола Круглов Олександр Тихонов | Біатлон             | Чоловіки, естафета 4 х 7,5 км |
| Золото            | Микола Бажуков | Лижні перегони      | Чоловіки, гонка 15 км         |
| Золото            | Сергій Савельєв | Лижні перегони      | Чоловіки, гонка 30 км         |
| Золото            | Раїса Сметаніна | Лижні перегони      | Жінки, гонка 10 км            |
| Золото            | Ніна Балдичева-Федорова Зінаїда Амосова Раїса Сметаніна Галина Кулакова | Лижні перегони      | Жінки, естафета 4 x 5 км      |
| Золото            | Евгеній Куликов | Ковзанярський спорт | Чоловіки, 500 м               |
| Золото            | Тетяна Аверіна | Ковзанярський спорт | Жінки, 1000 м                 |
| Золото            | Галина Степанська | Ковзанярський спорт | Жінки, 1500 м                 |
| Золото            | Тетяна Аверіна | Ковзанярський спорт | Жінки, 3000 м                 |
| Золото            | Ірина Родніна Олександр Зайцев | Фігурне катання     | Парне катання                 |
| Золото            | Людмила Пахомова Олександр Горшков | Фігурне катання     | Танці на льоду                |
| Золото            | Збірна СРСР з хокею із шайбою \| Владислав Третьяк \| Александр Сидельников \| \| Валерій Васильєв \| Олександр Гусєв \| \| Геннадій Циганков \| Юрій Ляпкін \| \| Сергій Бабінов \| Володимир Лутченко \| \| Борис Михайлов \| Володимир Петров \| \| Валерій Харламов \| Віктор Шалімов \| \| Володимир Шадрін \| Олександр Якушев \| \| Александр Мальцев \| Віктор Жлуктов \| \| Сергій Капустін \| Борис Александров \| | Хокей               | Чоловіки                      |
| Срібло            | Євген Бєляєв | Лижні перегони      | Чоловіки, гонка 15 км         |
| Срібло            | Раїса Сметаніна | Лижні перегони      | Жінки, гонка 5 км             |
| Срібло            | Валерій Муратов | Ковзанярський спорт | Чоловіки, 500 м               |
| Срібло            | Юрій Кондаков | Ковзанярський спорт | Чоловіки, 1500 м              |
| Срібло            | Володимир Ковальов | Фігурне катання     | Чоловіки, одиночне катання    |
| Срібло            | Ірина Мойсеєва Андрій Міненков | Фігурне катання     | Танці на льоду                |
| Бронза            | Олександр Єлізаров | Біатлон             | Чоловіки, гонка 20 км         |
| Бронза            | Іван Гаранін | Лижні перегони      | Чоловіки, гонка 30 км         |
| Бронза            | Євген Бєляєв Микола Бажуков Сергій Савельєв Іван Гаранін | Лижні перегони      | Чоловіки, естафета 4 х 10 км  |
| Бронза            | Ніна Балдичева-Федорова | Лижні перегони      | Жінки, гонка 5 км             |
| Бронза            | Галина Кулакова | Лижні перегони      | Жінки, гонка 10 км            |
| Бронза            | Валерій Муратов | Ковзанярський спорт | Чоловіки, 1000 м              |
| Бронза            | Тетяна Аверіна | Ковзанярський спорт | Жінки, 500 м                  |
| Бронза            | Тетяна Аверіна | Ковзанярський спорт | Жінки, 1500 м                 |
| Владислав Третьяк | Александр Сидельников |                     |                               |
| Валерій Васильєв  | Олександр Гусєв |                     |                               |
| Геннадій Циганков | Юрій Ляпкін |                     |                               |
| Сергій Бабінов    | Володимир Лутченко |                     |                               |
| Борис Михайлов    | Володимир Петров |                     |                               |
| Валерій Харламов  | Віктор Шалімов |                     |                               |
| Володимир Шадрін  | Олександр Якушев |                     |                               |
| Александр Мальцев | Віктор Жлуктов |                     |                               |
| Сергій Капустін   | Борис Александров |                     |                               |

### Спортсмени з кількома медалями
| Ім'я                    | Вид спорту          |   |   |   | Разом |
| ----------------------- | ------------------- | - | - | - | ----- |
| Тетяна Аверіна          | Ковзанярський спорт | 2 |   | 2 | 4     |
| Раїса Сметаніна         | Лижні перегони      | 2 | 1 |   | 3     |
| Микола Круглов          | Біатлон             | 2 |   |   | 2     |
| Микола Бажуков          | Лижні перегони      | 1 |   | 1 | 2     |
| Ніна Балдичева-Федорова | Лижні перегони      | 1 |   | 1 | 2     |
| Галина Кулакова         | Лижні перегони      | 1 |   | 1 | 2     |
| Сергій Савельєв         | Лижні перегони      | 1 |   | 1 | 2     |
| Олександр Єлізаров      | Біатлон             | 1 |   | 1 | 2     |
| Євген Бєляєв            | Лижні перегони      |   | 1 | 1 | 2     |
| Валерій Муратов         | Ковзанярський спорт |   | 1 | 1 | 2     |
| Іван Гаранін            | Лижні перегони      |   |   | 2 | 2     |

## Медалі з видів спорту
| Спорт               | Золото | Срібло | Бронза | Загалом |
| Лижні перегони      | 4      | 2      | 4      | 10      |
| Ковзанярський спорт | 4      | 2      | 3      | 9       |
| Фігурне катання     | 2      | 2      | 0      | 4       |
| Біатлон             | 2      | 0      | 1      | 3       |
| Хокей із шайбою     | 1      | 0      | 0      | 1       |

## Здобутки

### Республік
| Місце | Країна         | Золото | Срібло | Бронза | Загалом |
| ----- | -------------- | ------ | ------ | ------ | ------- |
| 1     | РРФСР          | 29     | 5      | 7      | 41      |
| 2     | Казахська РСР  | 2      | 0      | 2      | 4       |
| 3     | Українська РСР | 2      | 1      | 0      | 3       |

### Автономних Республік
| Місце | Країна          | Золото | Срібло | Бронза | Загалом |
| ----- | --------------- | ------ | ------ | ------ | ------- |
| 1     | Комі АРСР       | 4      | 1      | 1      | 6       |
| 2     | Удмуртська АРСР | 1      | 0      | 1      | 2       |

## Здобутки українських спортсменів
Олімпійськими чемпіонами стали:
- Бяков Іван Іванович (Біатлон)
- Жлуктов Віктор Васильович (Хокей)

 Срібними призерами стали
- Кондаков Юрій Георгійович (Ковзанярський спорт — 1500 м [1.5 км] )